# Villanueva del Duque
Villanueva del Duque ist eine spanische Gemeinde in der Provinz Córdoba in Andalusien. Sie umfasst ein Gebiet von 138 km², 2024 hatte die Gemeinde 1.404 Einwohner und liegt auf einer Höhe von 585 m über dem Meer, nördlich von Córdoba, ca. 76 km entfernt von der Provinzhauptstadt. Bis 1833 gehörte Villanueva del Duque zur Extremadura.
Der Ort hält viele Möglichkeiten für Naturfreunde bereit. Auf dem Gemeindegebiet gibt es eine Vielzahl von Landschaftsformen und biologischen Nischen.

## Geographie
| Nordwesten: Hinojosa del Duque, Fuente la Lancha | Norden: Hinojosa del Duque, Villaralto | Nordosten: Villaralto |
| Westen: Hinojosa del Duque, Fuente la Lancha     |                                        | Osten: Alcaracejos    |
| Südwesten: Belmez                                | Süden: Espiel                          | Südosten: Alcaracejos |

Villanueva del Duque liegt an der A-422 und ist des Weiteren mit den Verkehrsadern CO-407 und A-430 verbunden. Der Arroyo del Lanchar ist der Bach, der mit Villanueva mit Wasser versorgt. Er entspringt auf halber Strecke zwischen Villanueva und Alcaracejos und fließt mit vielen Nebenflüssen in nordwestlicher Richtung, bis er in den Rio Guadamatilla mündet.
Nördlich des Ortes befindet sich das Kloster Ermita de la Virgen de la Guía. Und im Ort ist der Sitz und die Werkstätte der Oliven-Kooperative Olivarera Ntra. Sra. de Guía S. Coop. And.

## Bevölkerung
Die Bevölkerungsdichte beträgt nur 12,4 Einwohner/km². Wie in allen ländlichen Gebieten findet zurzeit ein Bevölkerungsschwund statt. 2009 wurden 1649 Einwohner gezählt. Nach den statistischen Angaben von 2014 leben nur noch 1580 Einwohner in Villanueva.

## Geschichte
Villanueva del Duque wurde im Spätmittelalter gegründet, auch wenn das Gebiet schon während maurischer Zeit eine gewisse Bedeutung hatte: In diesem Gebiet war der Klan der bereber de kazna ansässig, wovon noch die Überreste des so genannten Castillo de la Morra zeugen. Diese Überreste überragen noch den Ausgang der alten Siedlung El Allozo. Am Ende des 13. Jahrhunderts wütete die Pest, zu dieser Zeit nannte sich der Ort El Retamal. Seit Anfang des 16. Jahrhunderts nahm der Ort den Namen Villanueva del Marqués an, den er bis Ende 1680 behielt. In diesem Jahr wurde das erste Mal offiziell der Beiname del Duque in Ehrerbietung gegenüber dem Duque de Béjar gebraucht.
1631 erhielt der Ort von Felipe IV. das Stadtrecht. Der Fürst von Béjar zahlte 4000 Dukaten, um es vom benachbarten Hinojosa del Duque freizukaufen.
Die Ortsgeschichte ist durch die ursprüngliche Abhängigkeit von Hinojosa del Duque verknüpft mit der Condado de Belalcázar, mit Alfonso de Sotomayor und gegründet durch Enrique IV. Darüber hinaus ist der Wohlstand Villanuevas mit dem Bergbau verknüpft.

## Persönlichkeiten
- Alejandro López Andrada, Schriftsteller[5]
- Aurelio Teno (1927–2013), Bildhauer und Maler[6]
- Juan Benitez Conde (1841–1896), Beichtvater von Königin Isabella II., Ritter vor dem König. Er trug zur Erhaltung des heutigen Gemeindegebiets der Stadt bei.